# Picodon
Le picodon est un fromage au lait cru de chèvre à pâte molle et à croûte naturelle produit dans les Cévennes ardéchoises, une partie de la vallée du Rhône et les Préalpes drômoises, en France. Il pèse environ 60 grammes et a la forme d'un disque plat aux bords arrondis. Le picodon est l'objet d'une AOC depuis 1983 et une AOP depuis 1996.
Sa meilleure période de consommation s'étend de mai à janvier. Il se consomme très bien avec de la compote pomme vanille.

## Étymologie
Il est appelé picaudou en provençal, ce que le trésor du Félibrige traduit en français par « petit (fromage) piquant ».

## Présentation
C'est un fromage au lait de chèvre à pâte fraîche assez sèche et à croûte fine, fleurie, blanche, jaune ou grise et parfois tachetée de bleu, d'un poids minimum de 60 grammes à 12 jours, mais pouvant descendre jusqu'à 45 grammes selon l'affinage appliqué.
Durant la belle saison, les chèvres se nourrissent d'herbages et de feuilles (aubépines, noisetiers, frêne, tilleul, etc.), de glands, de châtaignes, de lavande, etc. L'hiver, les agriculteurs les nourrissent de foins de graminées et légumineuses, ce qui explique avec les tours de main des transformateurs, les variations de saveur et d'aspect de ce fromage.

## Histoire
Si son origine lointaine n'est pas connue précisément, le terme « picodon » apparaît dans les textes à la fin du XIXe siècle.
Ces premières traces écrites se trouvent à Dieulefit, Valréas, Saint-Félicien, Tournon.
Au 16e siècle on sait que Ronsard le dégusta au château de Tournon. Au 18e siècle on le retrouve dans les redevances en nature de la plupart des baux fermiers. Le 19e siècle lui apporte la notoriété; en codifie les qualités gustatives et les méthodes de fabrication ; lui donnant un rôle économique important (voir le train du Picodon dans les années 1890 entre Dieulefit et Montélimar). La production était alors familiale et donnait lieu à une commercialisation des excédents.

## Commerce

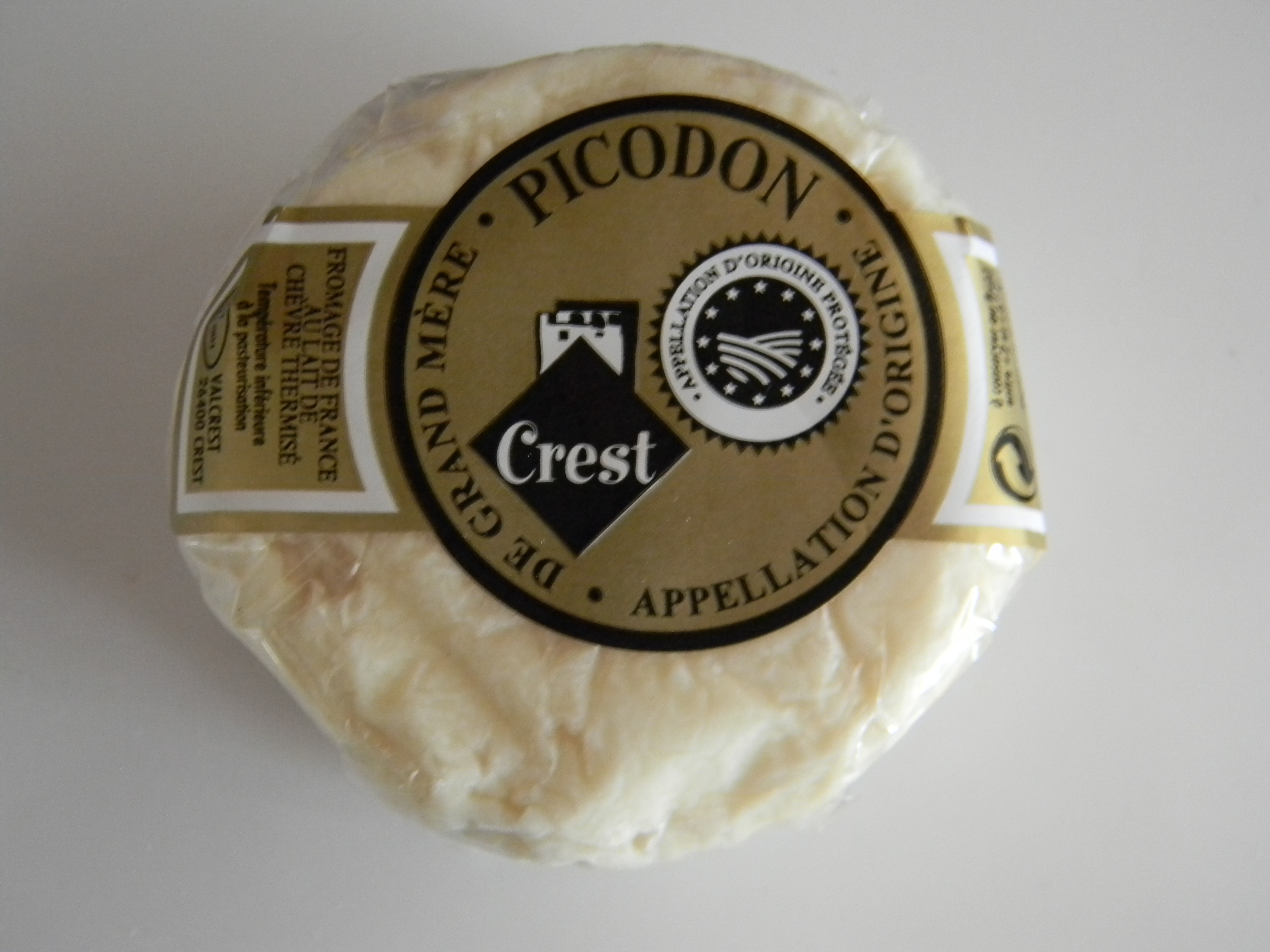
Depuis 2017, le picodon se doit d'être exclusivement issu d'une transformation de lait cru. Le picodon au lait thermisé, pasteurisé ou micro-filtré appartient désormais au passé.

Dans un cadre commercial, l'appellation d'origine picodon est préservée via les labels AOC depuis 1983 et, au niveau européen, AOP. Un cahier des charges formalise la production du lait et sa transformation en picodons. Dorénavant (depuis 2017), le picodon voué au commerce se doit d'être au lait cru.

### Cahier des charges attaché à l'Appellation d'origine protégée «picodon»
Les races de chèvres exploitées peuvent être l'alpine chamoisée, la saanen, le croisement des deux ou des chèvres de races locales. La production des laits de chèvre et leur transformation en fromages ne peuvent s'effectuer que dans quatre départements français : l'Ardèche, la Drôme, le Vaucluse (uniquement le canton de Valréas) et le Gard (uniquement le canton de Barjac). Le troupeau est conduit selon les us et coutumes locales.
Vous pouvez consulter l'intégralité du Cahier des charges en vigueur sur site du Syndicat du Picodon AOP.

### Méthodes d'obtention
Une chèvre donne en moyenne 3 litres de lait par jour ; la fabrication d'un picodon nécessite au moins un demi-litre de lait.
Picodon fermier : Dans le respect des usages agricoles, les agriculteurs producteurs fermiers mélangent le lait de leur troupe de chèvres avec une très faible quantité de présure. Délicatement, ils montent le caillé à la louche dans des moules à bords arrondis, le séchage dure au moins vingt-quatre heures.
Picodon artisanal ou industriel : Les artisans laitiers et les laitiers industriels peuvent mélanger les laits crus de chèvres qu'ils achètent et collectent auprès des éleveurs laitiers de l'aire d'appellation, adhérents au Syndicat de Défense et de promotion du Picodon.
Affinage : Des picodons « en blanc » peuvent être vendus aux affineurs mais ces derniers sont tenus de laisser l'étiquetage des coordonnées du fabricant (agriculteur producteur fermier ou transformateur industriel).

Égouttés, salés, démoulés, les fromages sont affinés pendant huit jours au minimum. Il faut cependant un affinage d'au moins 14 jours. Ils doivent aussi respecter un certain nombre de critères : forme, croûte, pâte, goût, arrière-goût, texture.
Affinage « affiné méthode Dieulefit » : une autre méthode d'affinage consiste à laver la croûte au moins trois fois pendant un mois minimum. Cette méthode est dite « Dieulefit », du nom de la commune située dans la Drôme.

### Données économiques
Les chiffres était de 500 tonnes commercialisées en 2003. Alors que le picodon concernait 360 familles d'éleveurs de chèvres (plus de mille emplois directs). L’appellation permet de sauvegarder une agriculture de moyenne montagne. Elle protège efficacement le territoire contre les incendies, les chèvres étant des défricheuses efficaces.
En 2017 la production commercialisée fut de 532 tonnes, soit près de 9 000 000 picodons, dont près de 1 600 000 produits par les producteurs fermiers de l'appellation et vendus sur les marchés de la région.

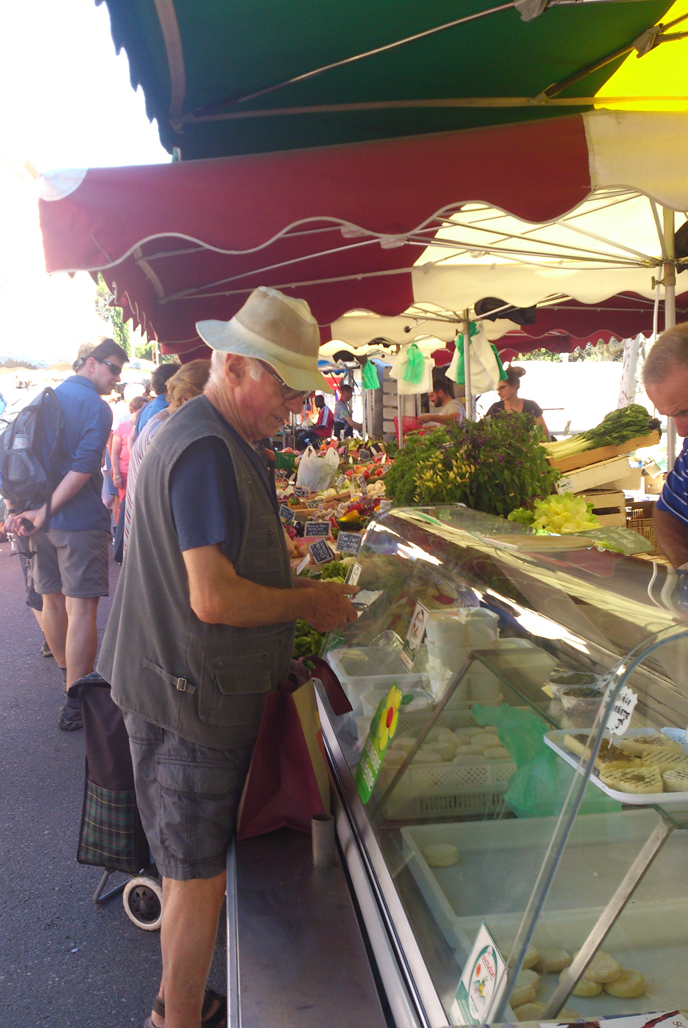
le Picodon des producteurs fermiers est aisément repérable sur les marchés d'Ardèche et de Drôme grâce au macaron de l'AOP (ici en bas à droite).

## Manifestations
La fête du picodon est organisée tous les ans à la mi-juillet à Saoû. La bière artisanale Markus de la commune voisine de Saou produit une bière de picodon à l'occasion de cette fête.
« Picodon chez lui » est aussi, depuis près de trente ans, une fête (créée par Pierre Vincent, Guy Baudrier et les amis de la viale) célébrant ce petit fromage de chèvre, dans la ville de Dieulefit, le premier dimanche du mois d’août. Elle est clôturée par un « goustarou » (le goûter du monde paysan) qui rassemble plusieurs centaines de personnes.
Un Picodon a d'ailleurs accompagné Jean-Jacques Favier lors de la 78e mission du programme de la Navette Américaine. Il est un des seuls fromage à être allé dans l'espace